# Apollonio Malaco
Apollonio Malaco (Alabanda, ... – Rodi, ...; fl. II secolo a.C.) è stato un oratore greco antico.

## Biografia
Apollonio Malaco (in greco antico: 'Απολλώνιος ὀ Μαλακός?, Apollònio o Malakòs) fu retore nella città di Alabanda nella Caria che egli scarsamente considerava: 
Discepolo di Menecle, come il suo omonimo Apollonio Molone , fu un importante esponente dell'asianesimo che Cicerone riteneva fosse caratterizzato da uno stile, ripreso da Apollonio , leggero (sententiosum et argutum, fatto per motti e scherzosamente arguto  di cui si serviva anche per beffeggiare la filosofia .
Fondò una stimata scuola di oratoria a Rodi  all'incirca nel 121 a.C.  anno in cui incontrò Quinto Mucio Scevola  che lo definì summus orator allo stesso modo di Marco Antonio Oratore che fu allievo di Apollonio 